# George W. Grider

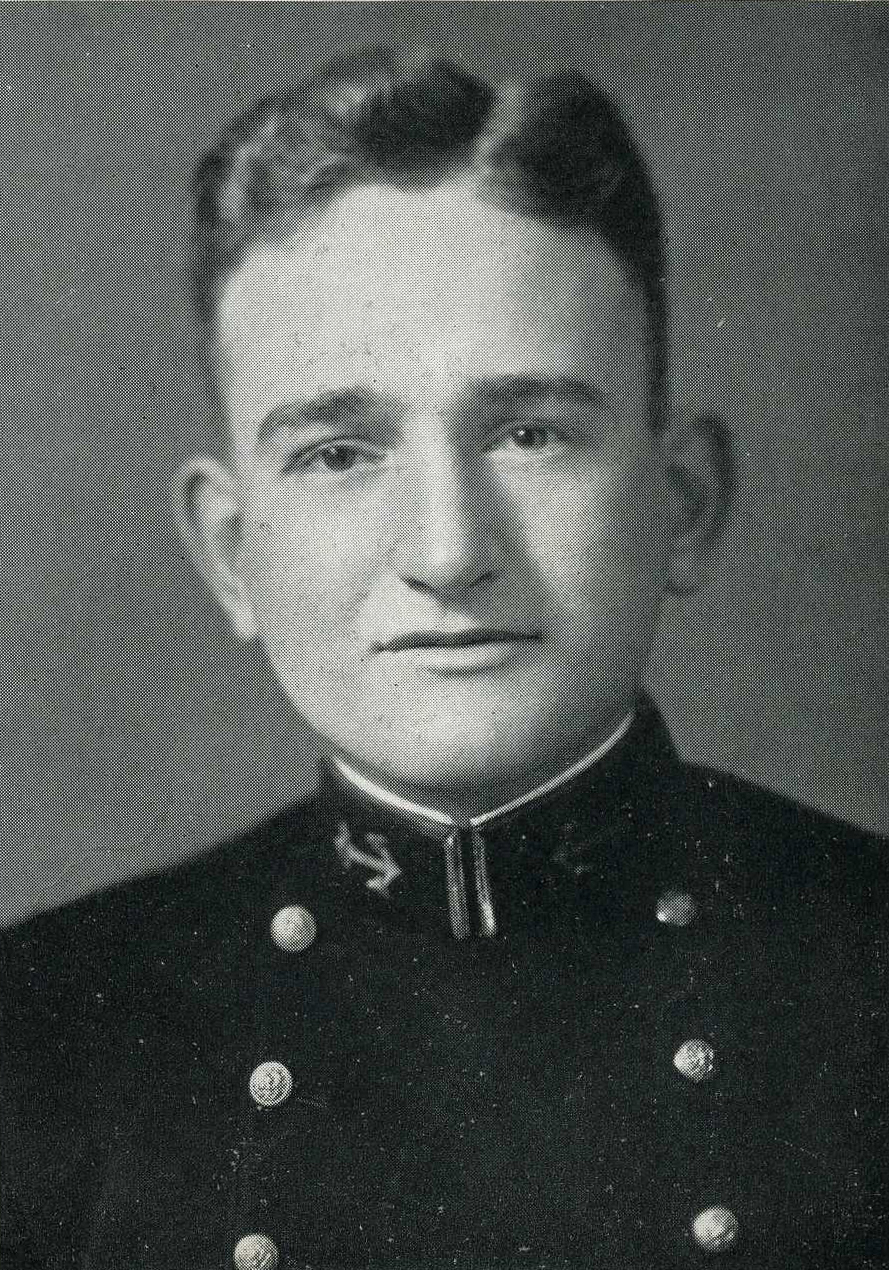
George W. Grider (1936)

George William Grider (* 1. Oktober 1912 in Memphis, Tennessee; † 20. März 1991 ebenda) war ein US-amerikanischer Politiker. Zwischen 1965 und 1967 vertrat er den Bundesstaat Tennessee im US-Repräsentantenhaus.

## Werdegang
George Grider besuchte die öffentlichen Schulen seiner Heimat und absolvierte danach bis 1936 die US-Marineakademie in Annapolis. Zwischen 1936 und 1947, also auch während des Zweiten Weltkrieges, diente er in der Marine hauptsächlich auf U-Booten. Im Jahr 1947 musste er aus gesundheitlichen Gründen im Rang eines Captain den Militärdienst quittieren. Nach einem anschließenden Jurastudium an der University of Virginia und seiner im Jahr 1950 erfolgten Zulassung als Rechtsanwalt begann er in Memphis in seinem neuen Beruf zu arbeiten. In den Jahren 1956 und 1957 gehörte er dort der städtischen Planungskommission an. Von 1959 bis 1964 war er Mitglied im Shelby County Quarterly Court, einem Verwaltungsorgan dieses Bezirks.
Politisch war Grider Mitglied der Demokratischen Partei. Bei den Kongresswahlen des Jahres 1964 wurde er im neunten Wahlbezirk von Tennessee in das US-Repräsentantenhaus in Washington, D.C. gewählt, wo er am 3. Januar 1965 die Nachfolge von Clifford Davis antrat. Da er im Jahr 1966 dem Republikaner Dan Kuykendall unterlag, konnte er bis zum 3. Januar 1967 nur eine Legislaturperiode im Kongress absolvieren. Diese war von den Ereignissen des Vietnamkrieges und der Bürgerrechtsbewegung geprägt.
Zwischen 1967 und 1975 war George Grider Vizepräsident und Berater der in Niagara Falls (New York) ansässigen Carborundum Company. Anschließend kehrte er nach Memphis zurück, wo er wieder als Anwalt praktizierte. In dieser Stadt ist er am 20. März 1991 auch verstorben.